# Трифонов, Даниил Олегович
Даниил Олегович Трифонов (род. 5 марта 1991, Нижний Новгород) — российский пианист и композитор, лауреат российских и международных музыкальных конкурсов. Представитель России на Конкурсе молодых музыкантов «Евровидение-2010», где занял 3 место.

## Биография
Даниил Трифонов родился в Нижнем Новгороде в 1991 году и является одним из самых ярких пианистов нового поколения. В сезоне 2010—2011 годов он стал лауреатом трёх наиболее престижных современных международных музыкальных конкурсов: им. Ф. Шопена в Варшаве, им. Артура Рубинштейна в Тель-Авиве и им. П. И. Чайковского в Москве. Трифонов выступает на крупнейших сценах мира. Среди его ангажементов — концерты с Лондонским симфоническим оркестром и оркестром Мариинского театра под управлением Валерия Гергиева, Израильским филармоническим оркестром под управлением Зубина Меты и Варшавским филармоническим оркестром под управлением Энтони Вита, а также сотрудничество с такими дирижёрами, как Михаил Плетнёв, Кшиштоф Пендерецкий, Владимир Федосеев, Невилл Марринер, Пиетари Инкинен и Эйвинд Гульберг-Йенсен. Он также выступил в парижском Зале Плейель, Карнеги-холл в Нью-Йорке, Сантори-холл в Токио, Вигмор-холл в Лондоне.
Даниил Трифонов начал играть на фортепиано в пять лет. В 2000—2009 годах он учился в Московской средней специальной музыкальной школе им. Гнесиных, в классе Татьяны Зеликман, воспитавшей множество молодых талантов, в числе которых Константин Лифшиц, Александр Кобрин и Алексей Володин.
С 2006 по 2009 год он также занимался композицией в классе Владимира Довганя, и в настоящее время продолжает сочинять фортепианную, камерную и оркестровую музыку. В 2009 году Даниил Трифонов поступил в Кливлендский институт музыки (класс Сергея Бабаяна).
В 2008 году, в возрасте 17 лет, музыкант стал лауреатом IV Международного конкурса имени Скрябина в Москве и III Международного конкурса пианистов республики Сан-Марино (получив I премию и специальный приз «Республика Сан-Марино −2008»).
В 2010 году представлял Россию на Конкурсе молодых музыкантов «Евровидение-2010», который проходил в Вене (Австрия). Музыкант смог пройти в финал. В финале он исполнил «Grande Polonaise Brilliante» Фридерика Шопена, где жюри присудили ему 3 место.
Первый компакт-диск пианиста был выпущен на фирме Decca в 2011 году. Также он сделал несколько записей для телевидения и радио России, США, Германии, Франции, Польши, Израиля и Италии.
В 2012 году записал SACD на Mariinsky Label. В 2013 году подписал эксклюзивный контракт с Deutsche Grammophon. Уже первый диск на этом лейбле — запись его выступления в Carnegie Hall, был номинирован на премию Grammy 2014 года. За этот же диск в 2014 году Трифонов был удостоен премии ECHO Klassik «Открытие года, фортепиано» от Немецкой академии звукозаписи.
В 2013 году Трифонов был награждён премией итальянских критиков Franco Abbiati Prize как лучший солист. Предыдущими обладателями этой престижной премии являются такие пианисты как Маурицио Поллини, Артуро Бенедетти Микеланджело, Святослав Рихтер, Раду Лупу и Андраш Шифф.
23 апреля 2014 года с успехом прошла премьера его концерта для фортепиано с оркестром.
Диск "Rachmaninov Variations", записанный совместно с Филадельфийским оркестром (дирижер Янник Незе-Сеген) был номинирован на премию Grammy 2015 года и награжден 2016 - Edison Classical Music Award
В 2015 году режиссёр Кристофер Ньюпен (Allegro Films) выпустил DVD, в который вошли полнометражный документальный фильм о Трифонове «The Magics of Music" и запись его концерта в Кастельфранко Венето. Этот DVD  стал победителем престижной International Classical Music Awards - 2016 в категории «Video Documentaries», а также завоевал серебряную медаль на Нью-Йоркском фестивале кино и телевидения (New York Film and Television Festival) и Accolade Award.
В ноябре 2015 года Трифонов был принят в члены Совета директоров New York Philharmonic.
В 2016 году Даниил получил две престижные британские награды в сфере классической музыки - от Королевского филармонического общества (RPS Music Awards - Instrumentalist) и Артист года от журнала Граммофон (Gramophone Classical Music Awards 2016 - Artist of the Year)
В 2017 году Даниилу Трифонову была вручена одна из самых значимых премий в области музыкального исполнительства - Herbert von Karajan Music Prize
Двойной альбом «Transcendental» с этюдами Листа, в который помимо Трансцендентных этюдов (S.139) вошли этюды S.141, 144 и 145, получил в 2017 году целый ряд наград - приз ECHO Klassik (за лучшую сольную запись фортепианной музыки, написанной в XIX веке), премию Немецкой ассоциации критиков (Der Jahrespreis 2017 der deutschen Schallplattenkritik) и премию Grammy 2017 года (за лучший классический инструментальный сольный альбом). В апреле 2019 года стал лауреатом премии «Браво» (за лучший инструментальный альбом Destination Rachmaninov).
В ноябре 2020 года был выдвинут на премию Grammy в категории «Лучшее сольное инструментальное произведение классической музыки».

## Признание
Лауреат XIV Международного конкурса имени П. И. Чайковского в Москве (июнь 2011, Гран-при, I премия и Золотая медаль, Приз зрительских симпатий, Приз за лучшее исполнение концерта с камерным оркестром).
Лауреат XIII Международного фортепианного конкурса им. Артура Рубинштейна в Тель-Авиве (май 2011, I премия и Золотая медаль, Приз зрительских симпатий, Премия за лучшее исполнение произведений Ф. Шопена и Премия за лучшее исполнение камерной музыки).
Лауреат XVI Международного конкурса пианистов им. Ф. Шопена в Варшаве (2010, III премия и Бронзовая медаль, Специальный приз за лучшее исполнение мазурки).
Призер Конкурса молодых музыкантов «Евровидение-2010» в Вене (III место за исполнение произведения Ф. Шопена - «Grande Polonaise Brilliante»)